# ジョルジュ・ルジェ
ジョルジュ・ルジェ（Georges Rouget,1781年8月26日 - 1869年4月9日）はフランスの新古典主義の画家である。ジャック＝ルイ・ダヴィッドの助手として働き、歴史画、肖像画を描いた。

## 略歴

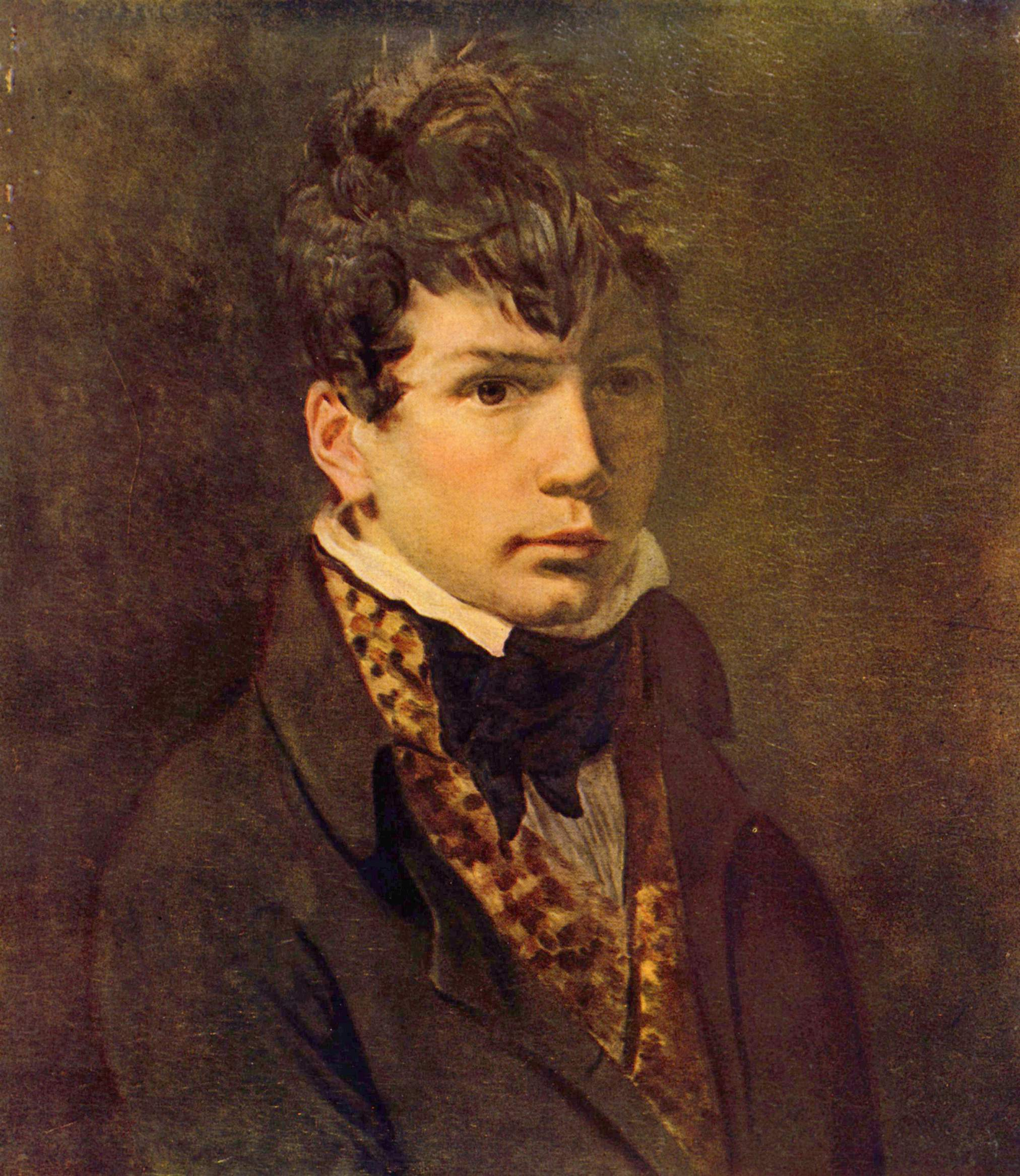
ダヴィッドによる1800年頃の肖像画。かつてはドミニク・アングルの肖像画とされていた。

パリで生まれた。パリのエコール・デ・ボザールで学び、1797年にジャック＝ルイ・ダヴィッドの工房に入り、ダヴィッドに気に入られ、ダヴィッドの助手として、ダヴィッドの主要な作品『ベルナール峠からアルプスを越えるボナパルト』や『ナポレオン一世の戴冠式と皇妃ジョゼフィーヌの戴冠』に助手として関わった。ナポレオンの首席画家であったダヴィッドが、ナポレオンの失脚によって1816年にブリュッセルに亡命するまで助手の仕事をした。
有望な若手芸術家に与えられるローマ賞で1803年に2位になったが、3度参加して、1位になることはできなかった。
その後もさまざまな政権のもとで歴史画を描いた。ルイ・フィリップが1827年に設立したヴェルサイユ美術館(musée de Versailles)で展示に展示するための、多くの画家に描かせたフランスの歴代の王の肖像画を何点か描いた。レジオンドヌール勲章（シュバリエ）を受勲した。

## 作品

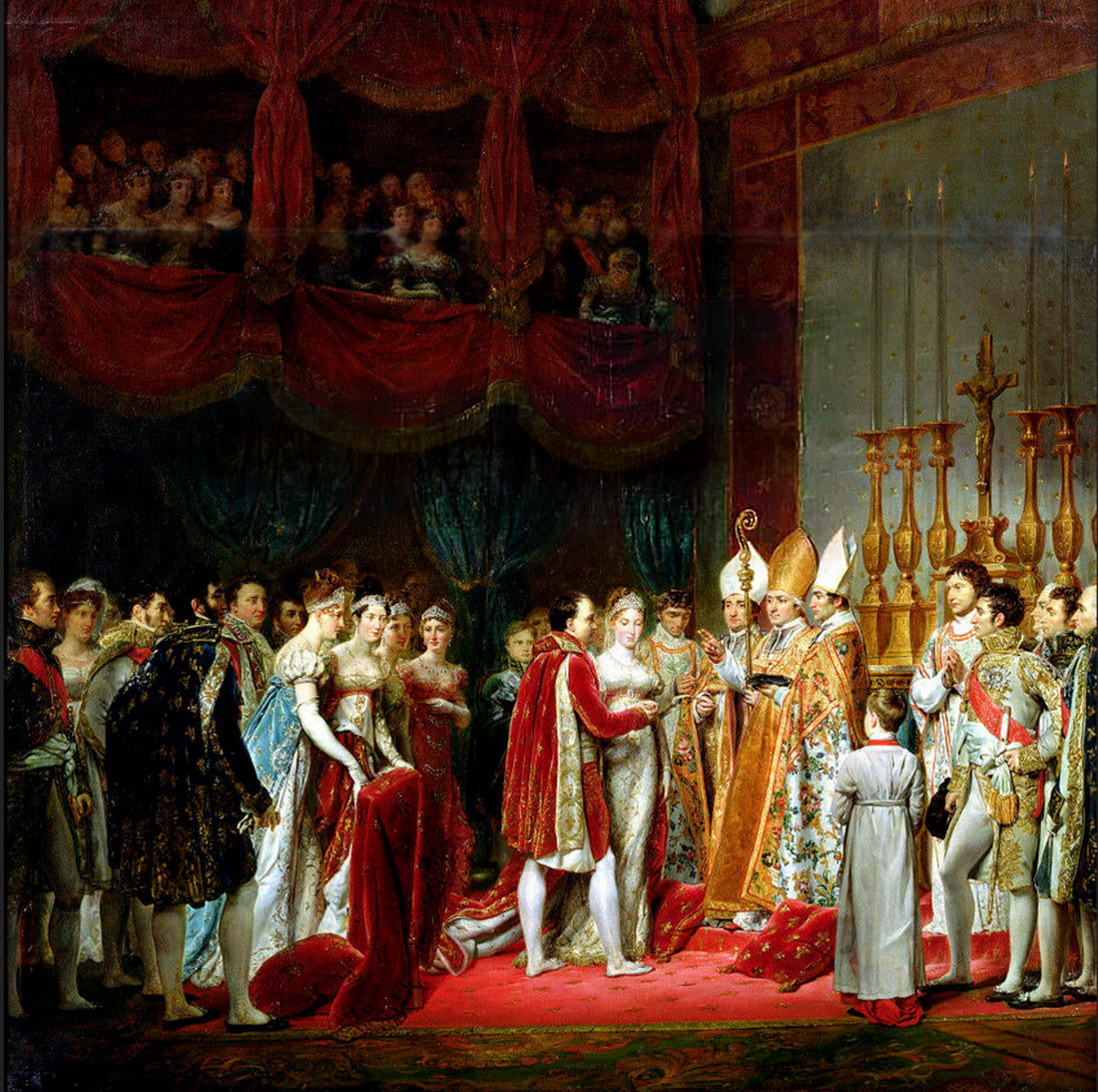
ナポレオンとマリア・ルイーザの結婚式　(1811)
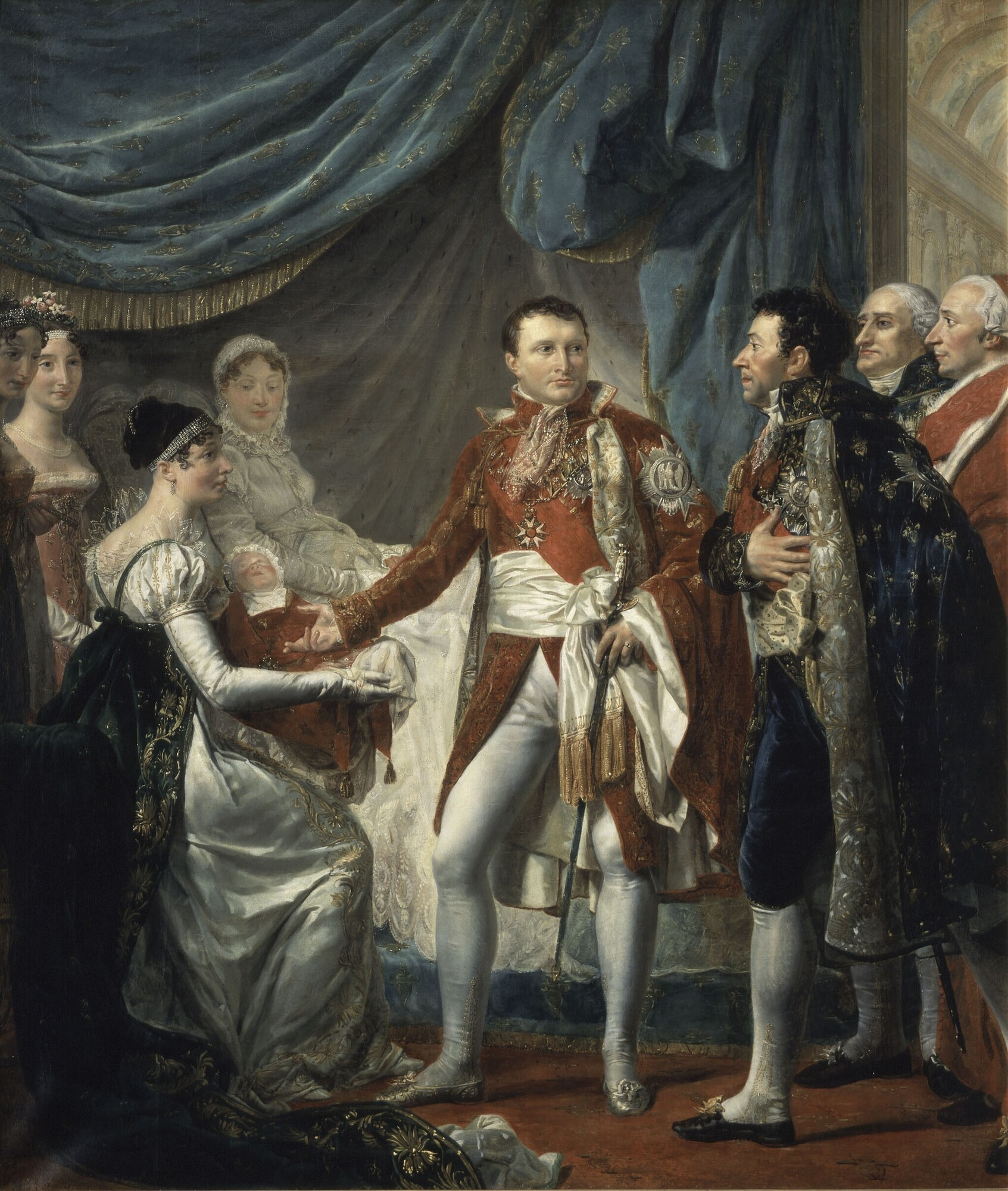
幼いナポレオン2世をローマ王にするナポレオン (1812)
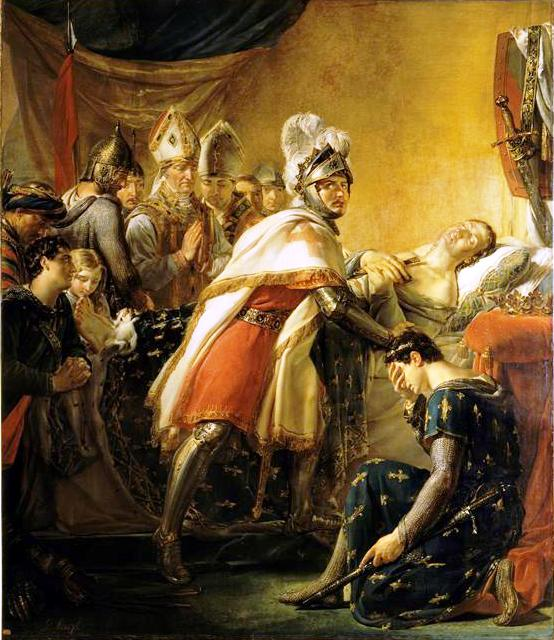
チュニスでの聖ルイ王の最期(1817)
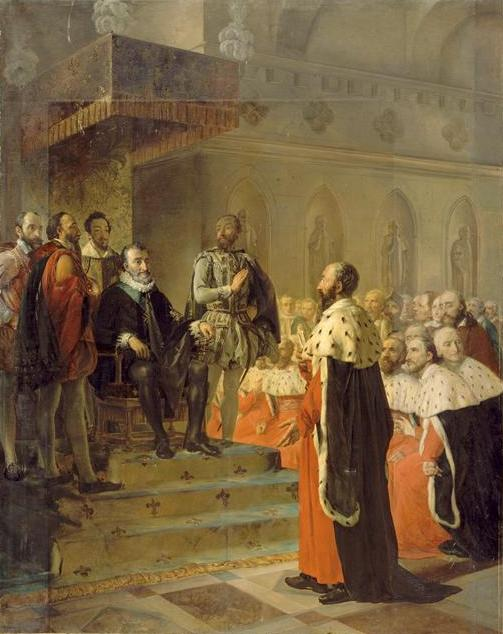
「1596年の名士会」(1822)
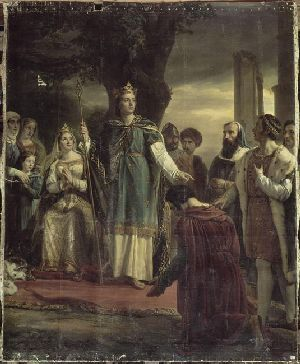
ルイ9世　(1824)
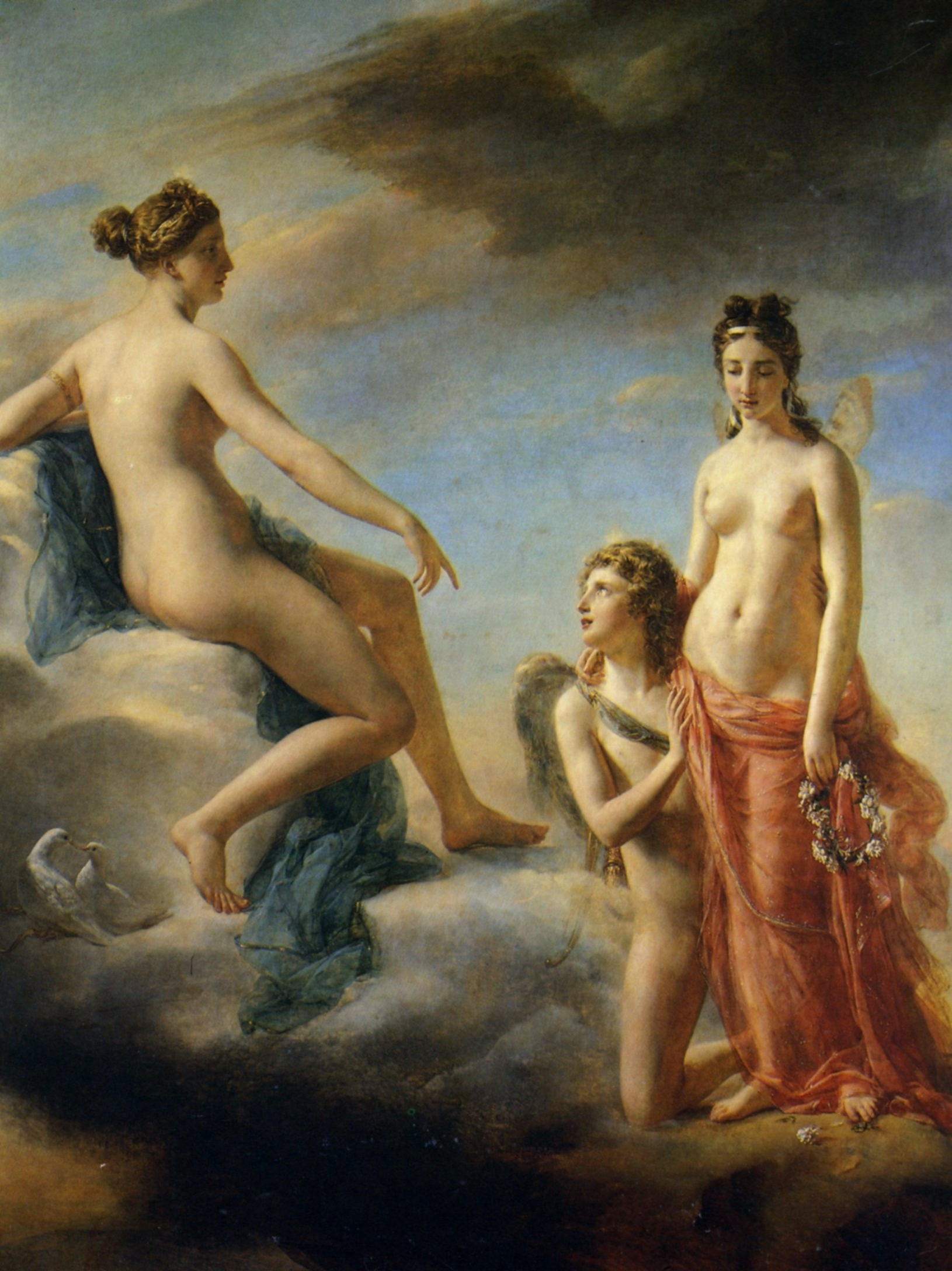
(1927)
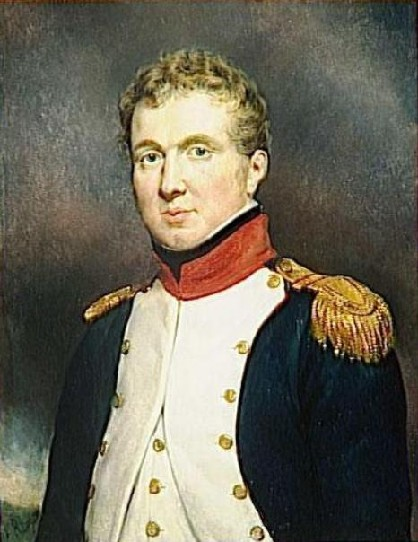
クロード・ヴィクトル＝ペラン (1835)
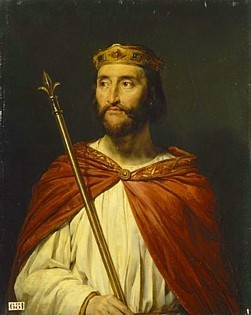
シャルル3世 (西フランク王) (1838)